# Jeremy Roenick
Jeremy Shaffer Roenick, detto J. R. (Boston, 17 gennaio 1970), è un ex hockeista su ghiaccio statunitense.

## Palmarès

### Olimpiadi
- Argento a Salt Lake City 2002.

### Canada Cup
- Argento nel 1991.